# أبولو الأحمر
أبولو الأحمر (بالإنجليزية: Red Apollo)‏ ويُلفظ: رِد أبولو، كما تعُرف باسم أي بي تي 10 (بالإنجليزية: APT 10)‏ أو منيوباس (بالإنجليزية: MenuPass)‏ أو ستون باندا (بالإنجليزية: Stone Panda)‏ أو بوتاسيوم (حسب: مايكروسوفت)؛ مجموعة قرصنة إلكترونية صينية، تشير البيانات المتداولة إلى إنها تحظى بدعم ورعاية الدولة الصينية. زعمت لائحة الاتهام الصادرة عن وزارة العدل الأمريكية في عام 2018 أن المجموعة مرتبطة «بمكتب تيانجين الميداني» التابع لوزارة أمن الدولة الصينية، والذي يعمل منذ عام 2006.